# Zali Log
Zali Log este o localitate din comuna Železniki, Slovenia, cu o populație de 247 de locuitori.